# Адлер, Исраэль Иехуда
Исраэль Иехуда (Ишай) Адлер (2 апреля 1870, Яново Гродненской губернии — 22 декабря 1948, Тель-Авив) — палестинский еврейский педагог, общественный деятель, переводчик, издатель. Один из учредителей гимназии «Герцлия» и основателей Тель-Авива и Рамат-Гана.

## Биография
Родился в местечке Яново близ Пинска в семье талмудиста и общественного деятеля Шломо Адлера и Ханы Сегалович — дочери пинского раввина Шимшона Сегаловича. Получил традиционное еврейское начальное образование в хедере, затем учился в религиозной семинарии, русский язык изучал с частным преподавателем. Занимался педагогической деятельностью в Александровске. Принимал активное участие в благотворительной деятельности и работе сионистского движения «Ховевей Цион». Затем преподавал в Давид-Городке, Пинске (был среди основателей местного «Хедера—метукана»). В 1891 году женился на Брахе Айзенберг из Опатува, где давал частные уроки.
В 1905 году эмигрировал в Эрец-Исраэль, где начал учительскую работу в Реховоте, в котором также основал публичную библиотеку. Адлер стал одним из первых педагогов, преподававших на иврите. Основал первую газету для учителей на иврите «га-Хинух». Основатель издательства при союзе учителей «Кагелет». 
Один из первых жителей Тель-Авива. Долгие годы преподавал в школе для девочек в Яффо. Дважды избирался в городской совет Тель-Авива, а в 1921 году вместе с Иехудой Лейбом Матманом стоял у истоков основания поселения Ир-Ганим (впоследствии Рамат-Ган). Был одним из основателей Большой синагоги в Тель-Авиве, после возвращения из США. 
Некоторое время жил в США, работал учителем в одной из школ Нью-Йорка, читал лекции для студентов. По просьбе Нисана Турова преподавал иврит в Еврейском учительском колледже в Бостоне. Затем возглавил Педагогический институт «Тарбут» в Нью-Йорке.
Почётный президент Керен ха-Йесод в Палестине, «Бней-Брита», член Высшего еврейского суда. Скончался в декабре 1948 года в Тель-Авиве. Его именем названо поселение Рамат-Ишай на севере Израиля.

## Педагогическое наследие
Автор многих статей по вопросам педагогики и образования, а также учебников. Составитель (совместно с И. Д. Берковичем) «Маленькой библиотечки для детей» (1916—1917).